# Floor den Hartog
Floris (Floor) den Hartog (Hoogblokland, 23 februari 1898 - Hoogblokland , 6 maart 1979) was een Nederlands politicus.
Den Hartog was in de Tweede Kamer een liberale landbouw-woordvoerder in de periode 1946-1963. Hij was een actieve voorzitter van de Hollandsche Maatschappij van Landbouw. Zelf was hij werkzaam op een veehouderijbedrijf in de Alblasserwaard en in Frankrijk. Hij bekleedde diverse functies op het gebied van waterstaat en landbouw. Tussen 1945 en 1946 was hij waarnemend burgemeester van Hoogblokland.

## Onderscheidingen
- Officier in de Orde van Oranje-Nassau (29 april 1953)
- Ridder in de Orde van de Nederlandse Leeuw (29 april 1956)

- Biografisch Portaal: 19807738
- Parlement.com: vg09ll1eqkyw